# Nojarevo, Silistra
Nojarevo (în bulgară Ножарево, în română Masutlar) este un sat în comuna Glavinița, regiunea Silistra, Dobrogea de Sud, Bulgaria. 
Între anii 1913-1940 a făcut parte din plasa Turtucaia a județului Durostor, România.

## Demografie
Componența etnică a satului Nojarevo
     Turci (96,4%)
     Nicio identificare (2,8%)
     Altele (0,8%)
La recensământul din 2011, populația satului Nojarevo era de 500 locuitori. Din punct de vedere etnic, majoritatea locuitorilor (96,4%) erau turci. Pentru 2,8% din locuitori nu este cunoscută apartenența etnică.